# San Lucas, Honduras
San Lucas är en ort i Honduras.   Den ligger i departementet El Paraíso, i den södra delen av landet, 50 km sydost om huvudstaden Tegucigalpa. San Lucas ligger 1 290 meter över havet och antalet invånare är 1 307.
Terrängen runt San Lucas är huvudsakligen kuperad, men västerut är den bergig. Runt San Lucas är det ganska tätbefolkat, med 58 invånare per kvadratkilometer. Närmaste större samhälle är Güinope, 16,7 km norr om San Lucas. Omgivningarna runt San Lucas är en mosaik av jordbruksmark och naturlig växtlighet.